# Страховое мошенничество
Страховое мошенничество — это любое действие, совершенное с целью фальсификации процесса страхования. Страховое мошенничество имеет место в тех случаях, когда заявитель пытается получить от страховой компании какую-либо выгоду или преимущество, на которые он не имеет права, или когда страховщик сознательно оспаривает или занижает какие-либо выплаты, причитающиеся страхователю или застрахованному. По данным Федерального бюро расследований Соединенных Штатов, наиболее распространенными схемами страхового мошенничества являются: манипуляции со страховой премией, хищение страховых комиссий, манипуляции с активами и мошенничество с компенсациями работникам. Исполнителями этих схем могут быть сотрудники страховой компании, страхователи или застрахованные. 
Ложные страховые претензии (заявление о выплате страхового возмещения) - это страховые претензии, поданные с мошенническим намерением по отношению к страховщику.
Страховое мошенничество существует с первых дней существования страхования как бизнеса. Мошеннические страховые выплаты составляют значительную часть всех осуществляемых страховщиками выплат и ежегодно обходятся в миллиарды долларов. Виды страхового мошенничества весьма разнообразны и встречаются во всех областях страхования. Страховые преступления также варьируются по степени тяжести: от слегка завышенных требований до умышленного причинения несчастных случаев или имущественного ущерба. Мошеннические действия влияют на жизнь ни в чем не повинных людей, как непосредственно в результате случайных или умышленных травм или ущерба, так и косвенно, поскольку эти преступления приводят к повышению страховых взносов. Страховое мошенничество представляет собой серьезную проблему, так что правительства и другие организации пытаются его сдерживать.
Эпиграмма римского поэта Марциала ясно показывает, что феномен страхового мошенничества был известен в Римской империи еще в первом веке нашей эры:
Дом себе, Тонгилиан, за двести тысяч купил ты,
но уничтожен он был частой в столице бедой.
Впятеро больше тебе собрали. И можно подумать,
Тонгилиан, будто сам свой ты домишко поджег.
Book III, No. 52
Петровский Ф. А., «Марциал. Эпиграммы», М., 1968, с. 99.

## Причины
«Главным мотивом во всех страховых преступлениях является финансовая прибыль» . Договоры страхования предоставляют как страхователю, так и страховщику возможности для злоупотреблений.
Как считает Коалиция против страхового мошенничества (Coalition Against Insurance Fraud), причины страхового мошенничества различны, но обычно они связаны с жадностью и дырами в защите от злоумышленников. Часто те, кто совершает страховое мошенничество, рассматривают его как прибыльное предприятие с низким уровнем риска. Например, торговцы наркотиками, которые занялись страховым мошенничеством, считают, что это безопаснее и выгоднее, чем продавать наркотики на улицах. По сравнению с другими преступлениями, судебные приговоры за мошенничество со страховкой могут быть более снисходительными, что снижает риск длительного наказания. Хотя страховщики борются с мошенничеством, некоторые из них все-равно платят по подозрительным заявлениям о выплатах, поскольку урегулирование таких требований часто обходится дешевле, чем судебные разбирательства.
Еще одной предпосылкой для мошенничества является завышение страховой суммы, когда некто страхует имущество на сумму, превышающую его реальную стоимость. Этого бывает трудно избежать, особенно потому, что страховщик сам может поощрять такое страхование в надежде получить бо́льшую прибыль. Это позволяет мошенникам зарабатывать, уничтожая свое застрахованное имущество – ведь страховая выплата превысит его реальную стоимость. Весьма распространёнными вариантами страхового мошенничества является включение в заявление о выплате тех объектов, которые не были включены в договор страхования, а также завышение размера ущерба.
Страховые компании также сталкиваются с такими случаями страхового мошенничества, когда мошенники подают иски о возмещении убытков, которые никогда не возникали.

## Потери из-за страхового мошенничества
Страховому мошенничеству трудно дать точную денежную оценку. Случаи страхового мошенничества, в отличие от таких видимых преступлений, как грабёж или убийство, тщательно скрываются. Поэтому количество выявляемых случаев страхового мошенничества намного меньше реально происходящих (в таких случаях говорят об очень высокой латентности таких преступлений). Лучшее, что можно сделать — это произвести оценку убытков, понесённых страховщиками из-за мошенничества. По оценкам Коалиции против страхового мошенничества, в 2006 году из-за страхового мошенничества в Соединенных Штатах было потеряно в общей сложности около $80 млрд.. По оценкам Института страховой информации (Insurance Information Institute), на долю мошенничества в сфере имущественного страхования приходится около 10 % всех выплат и расходов по урегулированию. По оценкам Национальной ассоциации по борьбе с мошенничеством в сфере здравоохранения (National Health Care Anti-Fraud Association), 3 % расходов отрасли здравоохранения в Соединенных Штатах связаны с мошенническими действиями, что дает сумму около $51 млрд. По другим оценкам, на мошенничество приходится до 10% от общих расходов на здравоохранение – это около $115 млрд ежегодно.
По данным ФБР, мошенничество, не связанное с медицинским страхованием, обходится в США в $40 млрд. в год, что в среднем приводит к переплате за страхование от $400 до $700 в год для каждого американского семейства. Другое исследование, проведённое страховыми организациями США для всех видов мошенничества (имущественное страхование, корпоративная ответственность, здравоохранение, социальное обеспечение и т. д.), дало оценку реального ущерба в размере от 33 % до 38 % от общего оборота. Это исследование дало название книге Дж. Э. Смита «Страховой мошенник на триллион долларов». По оценкам английского Бюро по борьбе со страховым мошенничеством (Insurance Fraud Bureau), убытки от мошенничества в сфере страхования в Соединённом Королевстве составляют около £1,5 млрд. ($3,08 млрд), что приводит к увеличению страховых премий на 5%. Страховое бюро Канады (Insurance Bureau of Canada) оценивает, что мошенничество в области личных травм в Канаде стоит около C$500 млн. в год. По оценкам Индийского центра исследований в области страхования (Indiaforensic Center of Studies), мошенничество в сфере страхования в Индии обходится в $6,25 млрд в год. По оценкам Всероссийского союза страховщиков, ущерб от страхового мошенничества составил в 2019 году ₽8 млрд.

## Страховое мошенничество – злостное или спонтанное
Страховое мошенничество можно разделить на злостное и спонтанное (в зарубежной практике – жёсткое мошенничество (hard fraud) и мягкое мошенничество (soft fraud)) .
Злостное мошенничество происходит, когда кто-то преднамеренно планирует или изобретает убыток, такой как столкновение, угон автомобиля или пожар, который покрывается его страховым полисом, чтобы он мог потребовать оплату ущерба. Криминальные группировки могут создавать мошеннические схемы, с помощью которых они похищают миллионы долларов или рублей.
Спонтанное мошенничество, которое встречается гораздо чаще, чем злостное, иногда также называют оппортунистическим мошенничеством . Этот вид мошенничества характерен для добросовестных страхователей, преувеличивающих свои законные требования. Например, при столкновении автомобилей страхователь или застрахованное лицо может потребовать страховой выплаты на большую сумму, чем размер фактического ущерба. Спонтанное  мошенничество может также иметь место, например, когда при получении нового полиса медицинского страхования человек искажает предыдущие или существующие условия, чтобы получить более низкий страховой тариф по полису страхования .

## Страховое мошенничество в России
Те или иные формы страхового мошенничества существовали на страховом рынке России с момента его возрождения в 1991 году, а до этого - в Российской Империи с середины XIX века.
Ущерб, нанесённый страховым компаниям действиями страховых мошенников, оценивался в 2019 году более чем в 8 млрд. руб.
В 2012 году страховое мошенничество было выделено в отдельный состав преступления и включено в Уголовный кодекс РФ (статья 159.5. «Мошенничество в сфере страхования»). Согласно дефиниции этой статьи:

Мошенничество в сфере страхования, то есть хищение чужого имущества путем обмана относительно наступления страхового случая, а равно размера страхового возмещения, подлежащего выплате в соответствии с законом либо договором страхователю или иному лицу...— КонсультантПлюс : УК РФ Статья 159.5. Мошенничество в сфере страхования
.
Основным организационным и координирующим центром по борьбе со страховым мошенничеством в России является Комитет Всероссийского союза страховщиков по противодействию мошенничеству. Поскольку основной сферой действия страховых мошенников долгие годы являлось автострахование, то аналогичный комитет (на 80% состоящий из тех же самых представителей страховых компаний) создан также в Российском союзе автостраховщиков.
Среди основных направлений работы страховых союзов в сфере борьбы со страховым мошенничеством:
- создание рейтинга благополучности регионов РФ с точки зрения страхового мошенничества в ОСАГО;
- проведение межведомственных совещаний и круглых столов в регионах;
- внедрение единых стандартов для выявления признаков страхового мошенничества[23];
- организация и проведение конференций и круглых столов[24].

В 2018 году Банк России принял «Концепцию противодействия недобросовестным действиям на финансовом рынке», которая в основном была посвящена проблемам страхового мошенничества. Многие положения и предложения этой концепции были разработаны страховщиками и сформулированы в качестве резолюции конференции конференции «Рубеж-2018».

### По видам страхования
Разные виды страхования в разной степени подвержены страховому мошенничеству и активность злоумышленников в них не одинаковая, однако практически не существует видов страхования полностью от него свободных. По числу случаев мошенничества признанным лидером в России является моторное страхование (каско, ОСАГО, в меньшей степени - «Зелёная карта»). Однако его активно догоняют медицинское страхование и страхование жизни, причём ущерб от мошеннических действий в последнем может заметно превышать показатели для моторных видов.

#### Страхование ответственности перевозчика
Наиболее часто страховое мошенничество встречается в видах страхования, связанных с транспортом и перевозками.
Сразу после введения этого вида в качестве обязательного страховщики столкнулись с валом заявок на возмещение за синяки и ссадины, якобы полученные в автобусах и маршрутных такси. А на железнодорожном транспорте в 2021 году была даже вскрыта организованная преступная группа, системно занимавшаяся такого рода «бизнесом» - инсценировкой страховых случаев и получением за них страхового возмещения.

## Страховое мошенничество в искусстве

### В кино
- Двойная страховка (1944)
- Игра на вылет (1972)
- Почтальон всегда звонит дважды (1946, 1981)
- Уикенд у Берни (1989)
- Сыщик (2007)
- Акселератка (1987)
- Большая белая обуза (2005)

### В литературе
- «Двойная страховка» (Джеймс Кейн, 1936)
- «Выгодный риск» (Антон Чиж, 2020) [28]
- «Дуэль со смертью» (повесть «Особенности воскресной охоты в зимний период», Антон Чиж, 2023)
- «Шаги во тьме» (повесть «Осень 1909. Нехорошая квартира», Александр Пезенский, 2023)